# The Fabric of the Cosmos
El teixit del cosmos: espai, temps, i la textura de la realitat (anglès The Fabric of the Cosmos 2004) és el segon llibre sobre física teòrica, cosmologia i teoria de cordes escrit per Brian Greene, professor i codirector de l'institut per a les cordes, cosmologia i física d'astropartícules (ISCAP) de la Universitat de Colúmbia.

## Introducció
Greene comença amb la qüestió clau: què és la realitat? O més específicament: què és l'espaitemps? Es proposa descriure els aspectes que troba excitants i essencials per tal que hom es pugui formar una visió total de la realitat dibuixada per la ciència moderna. En gairebé tots els capítols, introdueix els conceptes bàsics i després, lentament, es va aproximant al clímax, el qual és normalment un gran avenç. Després intenta connectar amb el lector amb la utilització d'analogies per tal que ajudin a explicar el significat d'un concepte científic sense simplificar excessivament la teoria que hi ha darrere.
En el prefaci, Greene reconeix que algunes parts del llibre són controvèrsies entre els científics. Greene aborda els punts de vista capdavanters en el text principal, i els punts de discòrdia en les notes finals. S'ha esforçat per fer un tractament equilibrat dels tòpics controvertits. A les notes finals, el lector interessat trobarà explicacions més completes sobre punts que s'han simplificat en el text principal.

## Data de publicació
- The Fabric of the Cosmos: Space, Time, and the Texture of Reality (2004). Alfred A. Knopf division, Random House, ISBN 0-375-41288-3.